# 95771 Lachat
95771 Lachat è un asteroide della fascia principale. Scoperto nel 2003, presenta un'orbita caratterizzata da un semiasse maggiore pari a 2,6151967 UA e da un'eccentricità di 0,1782497, inclinata di 14,63187° rispetto all'eclittica.
L'asteroide è dedicato all'astrofilo svizzero Damien Lachat.